# Batalla de Zaoyang-Yichang
La batalla de Zaoyang-Yichang, también conocida como la batalla de Zaoyi (en chino: 棗宜會戰), fue uno de los 22 enfrentamientos principales entre el Ejército Nacional Revolucionario y el Ejército Imperial Japonés durante la segunda guerra sino-japonesa.

## Antecedentes
Los japoneses buscaban una solución más rápida para lograr la rendición china. Los japoneses contemplaron moverse directamente por el Yangtsé hasta la capital china reubicada, Chongqing. Para hacerlo, tendrían que capturar Yichang, una ciudad clave en la provincia occidental de Hubei.
El ataque japonés no comprometió muchas tropas o material, lo que permitió al principal comandante chino, Li Zongren, que había frustrado a los japoneses antes, repeler a los japoneses.

## La batalla
El 1 de mayo de 1940, tres divisiones del 11.° Ejército bajo el mando del general Waichiro Sonobe comenzaron un avance hacia Zaoyang. Empujaron hacia los bastiones de la 5.ª región militar en las montañas Tongbaishan y Dahongshan, intentando rodear y destruir al 31.º Grupo de Ejércitos chino al mando del general Tang Enbo en un movimiento de pinza. La estrategia china tenía como objetivo dejar que las fuerzas japonesas se quedaran sin suministros y luego contraatacar, como se había empleado con éxito en la batalla de Changsha. Cuando los japoneses lograron superar a las fuerzas de Tang, el general Zhang Zizhong marchó en su ayuda con el 33.º Grupo de Ejércitos chino. Las fuerzas japonesas se unieron e hicieron retroceder a los chinos, y el general Zhang Zizhong fue abatido en una ráfaga de ametralladora cuando se negó a retirarse del frente. Fue el comandante chino de mayor rango que murió en combate durante la guerra.
Los japoneses usaron armas químicas contra las fuerzas chinas cuando eran numéricamente inferiores, como cada vez que los chinos derrotaban a los japoneses en combate cuerpo a cuerpo. Los japoneses no se atrevieron a usar gas contra los estadounidenses porque los estadounidenses tenían su propio arsenal de armas químicas y los japoneses temían represalias.
Los japoneses lanzaron ataques con gas contra los chinos cuando los chinos iban a ser derrotados pero estaban abrumando a los japoneses en el combate cuerpo a cuerpo, como en la batalla de Yichang en 1941, donde las fuerzas terrestres japonesas en la ciudad fueron derrotadas por soldados chinos, pero los japoneses lanzaron gas mostaza para ganar la batalla.

## Consecuencias
Según los registros japoneses, las bajas japonesas fueron 2.700 soldados muertos y 7.800 heridos. Los registros chinos muestran que 11.000 soldados japoneses murieron. Si bien se puede decir que la 5.ª región militar tomó decisiones tácticamente acertadas en sus planes de batalla, finalmente se vio abrumada por la gran potencia de fuego de la ofensiva de armas combinadas japonesa, confiando principalmente en armas pequeñas para enfrentar la embestida de las fuerzas aéreas, navales, de artillería y blindadas japonesas. Como habían supuesto los comandantes chinos, las líneas de suministro japonesas estaban sobreextendidas y no estaban en condiciones de aprovechar su victoria. Sin embargo, la Armada Imperial Japonesa presionó fuertemente para terminar la ocupación de Yichang, ubicada en el borde de la provincia de Sichuan y que conecta la 5.ª y la 9.ª regiones militares. La Armada estableció que se necesitaba con urgencia como base avanzada para los ataques aéreos contra Chongqing. Después de una discusión considerable, el ejército japonés acordó ocupar Yichang. Esto supuso un golpe considerable para la moral y la capacidad de combate de los chinos, ya que no se montó ninguna ofensiva a gran escala después de esta operación.